# Central Nuclear Turkey Point
La Central Nuclear Turkey Point posee dos reactores gemelos que ocupan una superficie de 13 km² en Florida City, Florida cerca de Miami, Florida, en el Condado de Dade, Florida.  
Esta planta dispone de dos reactores de agua a presión de Westinghouse. Cada unidad suministra vapor a una turbina de alta presión y a dos turbinas de baja presión. La potencia de salida está evaluada en 693 MWe para cada unidad.  
Turkey Point fue afectada directamente por el huracán Andrew en 1992, que provocó daños por valor de más de 90 millones de dólares, en especial en un tanque de agua y en una chimenea de humos de una de las unidades de combustible fósil que existen en el emplazamiento, pero los edificios de contención no resultaron dañados  .
Florida Power & Light, la Nuclear Regulatory Commission y el Federal Bureau of Investigation están investigando acerca del descubrimiento de un pequeño agujero perforado en una canalización que ayuda a mantener la presión dentro del reactor . Algunas fuentes oficiales creen que pueda deberse a algún ataque terrorista frustrado.